# Hypnotheca graminis
Hypnotheca graminis är en svampart som beskrevs av Tommerup 1970. Hypnotheca graminis ingår i släktet Hypnotheca, ordningen disksvampar, klassen Leotiomycetes, divisionen sporsäcksvampar och riket svampar.   Inga underarter finns listade i Catalogue of Life.